# Koman, Novhorod-Siverskîi
Koman (în ucraineană Комань) este localitatea de reședință a comunei Koman din raionul Novhorod-Siverskîi, regiunea Cernihiv, Ucraina.

## Demografie
Componența lingvistică a localității Koman
     Rusă (83,64%)
     Ucraineană (16,36%)
Conform recensământului din 2001, majoritatea populației localității Koman era vorbitoare de rusă (83,64%), existând în minoritate și vorbitori de ucraineană (16,36%).